# Henrietta Szoldová
Henrietta Szoldová (21. prosince 1860, Baltimore – 13. února 1945, Jeruzalém) byla americká sionistická vůdkyně a zakladatelka ženské sionistické organizace Hadasa. V roce 1942 v britské mandátní Palestině spoluzaložila politickou stranu Ichud, která podporovala dvounárodnostní řešení, tedy vizi trvalé existence arabsko-židovského etnicky smíšeného státu.

## Biografie

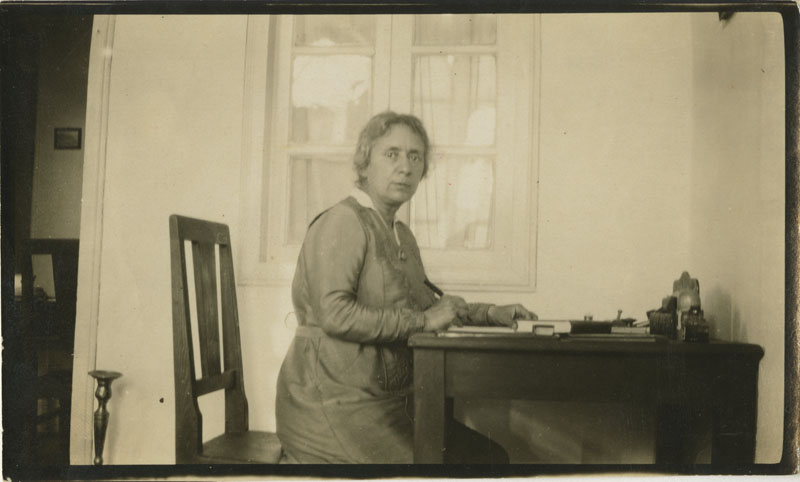
Ve svém domě v Jeruzalémě, cca 1922

Narodila se v Baltimoru ve státě Maryland, jako nejstarší z osmi dcer rabína Benjamina Szolda, duchovního vůdce baltimorské kongregace Temple Oheb Shalom. V roce 1877 dokončila studia na střední škole Western Female High School. Následně patnáct let učila na škole Miss Adam a náboženské škole Oheb Shalom, a vedla kurzy historie a náboženství pro dospělé. Za účelem rozšíření svého vzdělání navštěvovala veřejné kurzy na Johns Hopkins University a Peabody Institute.
V Baltimoru založila první americkou večerní školu pro rusko-židovské přistěhovalce, která poskytovala výuku angličtiny a pracovních dovedností. Od roku 1893 pracovala dvacet let jako literární editorka v Jewish Publication Society, kde pomáhala překládat a vydávat různá evropská díla s židovskou tematikou. V roce 1902 nastoupila do kurzu židovských studií pro pokročilé v židovském teologickém semináři. Jeho rabínská škola však byla vyhrazena pouze pro muže, a tak musela uprosit ředitele školy, Solomona Schechtera, aby mohla studovat, k čemuž svolil pod podmínkou, že nebude usilovat o to, aby se stala rabínkou. V semináři si vedla velmi dobře a získala si uznání od studentů i pedagogů.
Její pouto k sionismu umocnila cesta do Palestiny v roce 1909. O tři roky později založila ženskou sionistickou organizaci Hadasa a až do roku 1926 byla její prezidentkou. V roce 1933 přesídlila do britské mandátní Palestiny a pomáhala s alijou mládeže, při níž bylo zachráněno na 30 tisíc dětí z nacistického Německa.

### Osobní život
Nikdy se nevdala a ke svému velkému smutku nikdy neměla dítě. Jako čtyřicátnice měla neopětovaný vztah s talmudickým učencem, rabínem Louisem Ginzbergem, který byl o patnáct let mladší a její city opětoval pouze platonicky. Když jejich vztah skončil, prohlásila: „Před čtyřmi měsíci bylo zabito mé jediné štěstí.“ O několik let později řekla: „Dala bych všechno na světě za vlastní dítě.“ Dne 13. února 1945 zemřela ve věku 84 let v nemocnici Hadasa v Jeruzalémě, kterou sama pomáhala vybudovat. Je pohřbena na hřbitově na Olivové hoře v Jeruzalémě.

## Sionismus a počátky Hadasy

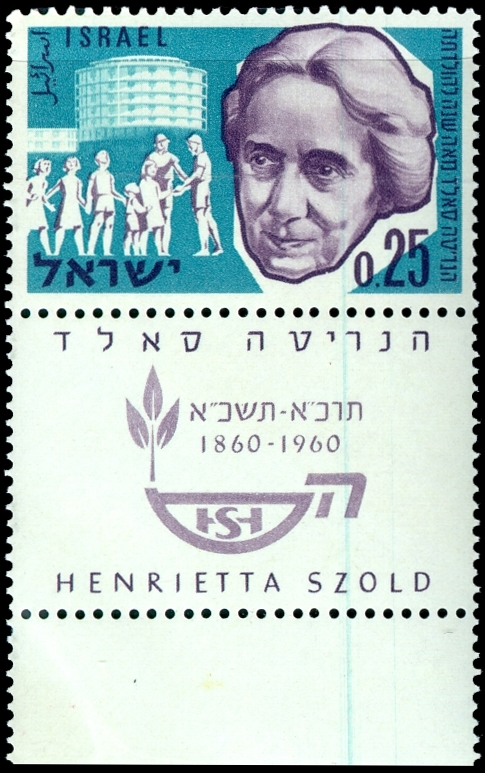
Pamětní poštovní známka vydaná v Izraeli v roce 1960 ke stému výročí narození Henrietty Szoldové

V roce 1896, jeden měsíc předtím, než Theodor Herzl vydal své dílo Der Judenstaat, popsala svou vizi židovského státu v Palestině, coby místa shromáždění diasporního židovstva a obrody židovské kultury. O dva roky později byla zvolena jedinou ženskou členkou výkonného výboru Federace amerických sionistů.
V roce 1909 ve svých 49 letech poprvé cestovala do Palestiny, kde objevila svou životní misi: zdravotnictví, vzdělávání a sociální péči o jišuv (palestinskou židovskou komunitu). Spolu s šesti dalšími ženami založila sionistickou organizaci Hadasa, která mezi americkými Židovkami získávala podporovatelky pro rozvoj zdravotnictví v Palestině. Prvním projektem organizace byl program opatrovnic v Jeruzalémě po vzoru amerického systému. Dále financovala výstavbu nemocnic, lékařských škol, zubařských a rentgenových klinik, dětských institucí, jídelen a dalších služeb pro židovské i arabské obyvatelstvo. Své kolegyně přesvědčila o tom, že otevřenost programu pro všechny je zásadní pro židovské přežití v Palestině. V roce 1927 byla zvolena první ženou ve výkonném vedení Světové sionistické organizace.

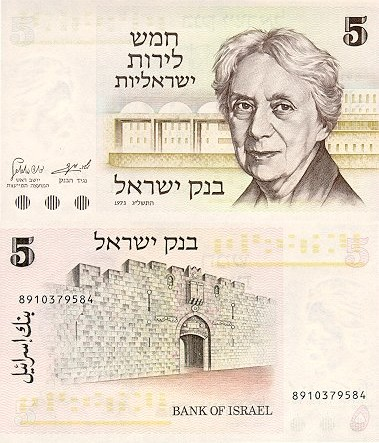
Henrietta Szoldová na izraelské bankovce o hodnotě 5 lir

Ve 20. a 30. letech podporovala politickou organizaci Brit šalom, jejímž cílem byla arabsko-židovská jednota a dvounárodní řešení arabsko-izraelského konfliktu. V roce 1942 byla jednou ze zakladatelek strany Ichud, která zastávala stejný program.

## Památka
Její jméno nese na její počest řada míst jak v Izraeli, tak i v zahraničí. V Horní Galileji existuje například kibuc Kfar Szold. Ještě před vznikem Izraele po ní pojmenovaly úderné oddíly Palmach jednu z uprchlických lodí, a to především kvůli jejímu angažmá v aliji mládeže. Loď Henzietta Szold převážela 536 dětí z athénského sirotčince Kiffisia. Vyplula 30. července 1946 z přístavu Pireus a do mandátní Palestiny dorazila 12. srpna. Byla však zadržena britským námořnictvem a převezena na Kypr, kde děti skončily v internačním táboře.
V Jeruzalémě dále funguje Institut Henrietty Szoldové, Národní institut pro výzkum behaviorálních věd. V New Yorku naproti tomu nese její jméno školy na manhattanské čtvrti Lower East Side.
V roce 2007 byla uvedena do americké Národní ženské síně slávy (National Women's Hall of Fame).
V Izraeli je Den matek slaven v den její smrti, to jest 30. den měsíce ševat.